# Salto em grandes alturas no Campeonato Mundial de Esportes Aquáticos de 2019
Os eventos do salto em grandes alturas no Campeonato Mundial de Esportes Aquáticos de 2019 ocorreram de 22 a 24 de julho de 2019 em Gwangju na Coreia do Sul.

## Calendário
| Julho de 2019            | 12 sex | 13 sáb | 14 dom | 15 seg | 16 ter | 17 qua | 18 qui | 19 sex | 20 sáb | 21 dom | 22 seg | 23 ter | 24 qua | 25 qui | 26 sex | 27 sáb | 28 dom | Final por esportes |
| ------------------------ | ------ | ------ | ------ | ------ | ------ | ------ | ------ | ------ | ------ | ------ | ------ | ------ | ------ | ------ | ------ | ------ | ------ | ------------------ |
| Salto em grandes alturas |        |        |        |        |        |        |        |        |        |        | ●      | 1      | 1      |        |        |        |        | 2                  |

## Eventos
Dois eventos com atribuição de medalhas foram realizados.
Horário local (UTC+9).
| Data        | Hora  | Prova                |
| ----------- | ----- | -------------------- |
| 22 de julho | 11:30 | Rodada feminina 1–2  |
| 22 de julho | 14:00 | Rodada masculina 1–2 |
| 23 de julho | 12:00 | Final feminino       |
| 24 de julho | 12:00 | Final masculino      |

## Medalhistas
| Evento             | Ouro                 | Ouro   | Prata               | Prata  | Bronze               | Bronze |
| ------------------ | -------------------- | ------ | ------------------- | ------ | -------------------- | ------ |
| Masculino detalhes | GBR Gary Hunt        | 442.20 | USA Steven LoBue    | 433.65 | MEX Jonathan Paredes | 430.15 |
| Feminino detalhes  | AUS Rhiannan Iffland | 298.05 | MEX Adriana Jiménez | 297.90 | GBR Jessica Macaulay | 295.40 |

## Quadro de medalhas
| Ordem | País           | Medalha de ouro | Medalha de prata | Medalha de bronze | Total |
| ----- | -------------- | --------------- | ---------------- | ----------------- | ----- |
| 1     | Reino Unido    | 1               | 0                | 1                 | 2     |
| 2     | Austrália      | 1               | 0                | 0                 | 1     |
| 3     | México         | 0               | 1                | 1                 | 2     |
| 4     | Estados Unidos | 0               | 1                | 0                 | 1     |
| Total | Total          | 2               | 2                | 2                 | 6     |